# Список фестивалей на Фиджи
Государственные праздники на Фиджи отражают культурное разнообразие страны. У каждой распространённой религии на Фиджи есть свой праздник, посвященный ей. Кроме того, в крупных городах Фиджи проводятся ежегодные карнавалы, обычно называемые фестивалями, которые называются в честь чего-то, имеющего отношение к поселению, например: «Фестиваль сахара в Лаутоке», поскольку крупнейшей и наиболее важной отраслью Лаутоки является производство сахара.
Государственные праздники, выпадающие на выходные, обычно переносятся либо на пятницу этой недели, либо на понедельник следующей. Сюда входят и религиозные праздники, хотя они отмечаются в конкретный день.

## Список важных фестивалей и дней на Фиджи
| Дата                                                                      | Фестиваль                       | Примечания |
| ------------------------------------------------------------------------- | ------------------------------- | --- |
| 1 января                                                                  | День Нового года                | В некоторых районах празднования могут продолжаться неделю, а то и месяц. На Фиджи принято бить в барабаны и обливать друг друга водой. В центре Сувы, столицы страны, в честь встречи Нового года проходят фейерверк и ежегодная уличная вечеринка. Это одно из крупнейших новогодних торжеств в южной части Тихого океана.                                                                                |
| Февраль/Март                                                              | Холи                            | Индуистский «Фестиваль красок» (не является государственным праздником). |
| Март/Апрель                                                               | Рам Навами                      | Индуистский праздник рождения Господа Рамы (не является государственным праздником). |
| Март/Апрель                                                               | Пасха                           | Крупный христианский праздник; Пятница (Страстная пятница) и воскресенье (Пасхальное воскресенье) — это официальные праздничные дни. Также существует государственный праздник в Пасхальный понедельник, понедельник, следующий за Пасхальным воскресеньем. |
| Март/Апрель                                                               | Вербное воскресенье             | Методисты Фиджи также отмечают под названием «Детское воскресенье» (не является государственным праздником). |
| Май                                                                       | День Рату сэра Лалы Сукуна      | Празднования приурочены к годовщине смерти первого государственного деятеля современного Фиджи, но начинаются на неделю раньше. Почти всегда его отмечают в пятницу. Раньше это был государственный праздник, но поддерживаемое военными временное правительство отменило его после военного переворота 2006 года.                                                                                          |
| 4 мая                                                                     | Национальный день молодежи      | Государственный праздник всей молодежи Фиджи. |
| 11 июня                                                                   | День Рождения Королевы          | Официальный день рождения королевы Елизаветы II, бывшей королевы Фиджи, до сих пор признанной вождями как Туи Вити, или Верховный вождь Фиджи. |
| Где-то в первой половине года, на основе исламского и лунного календарей. | Ид аль-Фитр                     | Мусульманский праздник, отмечаемый после Рамадана. Государственный праздник не приходится на сам день празднования из-за непредсказуемости появления Луны, которая сигнализирует об этом дне. |
| Август                                                                    | Фестиваль Була                  | Отмечается в Нади |
| Август                                                                    | Карнавал/фестиваль Хибискуса    | Отмечается в Суве |
| Сентябрь                                                                  | Сахарный фестиваль              | Отмечается в Лаутоке |
| Август                                                                    | Фестиваль Дружественного Севера | Отмечается в Ламбасе |
| Сентябрь                                                                  | Фестиваль Кораллового побережья | Отмечается в Сигатоке . |
| 10 октября                                                                | День Фиджи                      | Годовщина передачи Фиджи Соединенному Королевству в 1874 году и обретения независимости в 1970 году. Неделя, предшествующая Дню Фиджи, «Неделя Фиджи» включает в себя семь дней религиозных и культурных церемоний, прославляющих разнообразие страны. |
| Октябрь/ноябрь                                                            | Дивали                          | Индуистский «Фестиваль огней» посвящен Лакшми — богине богатства и процветания. Государственный праздник — это день красок и праздника среди представителей всех рас и вероисповеданий Фиджи — не в религиозном смысле, а в праздничном и культурном аспектах. Индусы на Фиджи обычно открывают свои дома для других семей, чтобы они могли насладиться традиционными сладостями и блюдами Дивали на Фиджи. |
| 6 ноября                                                                  | Музыка                          | Музыкальный фестиваль «Голубое Небо Фиджи» арендует тропический остров для проведения международного музыкального фестиваля. |
| 26 декабря                                                                | День подарков                   | На следующий день после Рождества. |

## Переменные даты
- 9-10 марта — Холи
- 20 марта — мартовское равноденствие
- 2 апреля — Рама Навами
- 5 апреля — Вербное воскресенье / Детское воскресенье
- 10-11 апреля — Страстная пятница и Великая суббота
- 12 апреля — Пасха
- 21 июня — Июньское солнцестояние
- 23 сентября — Сентябрьское равноденствие
- 28 октября — День рождения пророка
- 14 ноября — Дивали
- 21 декабря — Декабрьское солнцестояние

- 28-29 марта – Холи
- 28 марта – Вербное воскресенье / Детское воскресенье
- 2-3 апреля – Страстная пятница и Великая суббота
- 4 апреля – Пасха
- 11 октября – отмечается День Фиджи
- 18 октября – День рождения Пророка
- 4 ноября – Дивали

- 17-18 марта – Холи
- 2 апреля – Вербное воскресенье / Детское воскресенье
- 15-16 апреля – Страстная пятница и Великая суббота
- 17 апреля – Пасха
- 10 октября
  - День Фиджи
  - День рождения Пророка

- 2 января – выходной день на Новый год
- 6-7 марта – Холи
- 21 марта – мартовское равноденствие
- 7-8 апреля – Страстная пятница и Великая суббота
- 9 апреля – Пасха
- 22 июня – Июньское солнцестояние
- 23 сентября – Сентябрьское равноденствие
- 27 сентября – День рождения Пророка
- 13 ноября – Дивали
- 22 декабря – Декабрьское солнцестояние

- 22 марта – мартовское равноденствие
- 24-25 марта – Холи
- 24 марта – Вербное воскресенье / Детское воскресенье
- 29-30 марта – Страстная пятница и Великая суббота
- 31 марта – Пасха
- 1 апреля – Пасхальный понедельник
- 21 июня – Июньское солнцестояние
- 16 сентября – День рождения Пророка
- 23 сентября – Сентябрьское равноденствие
- 21 декабря – Декабрьское солнцестояние